# フランシス・ケルシー
フランシス・キャサリーン・オルダム・ケルシー（英: Frances Kathleen Oldham Kelsey、Ph.D., M.D., 1914年7月24日 - 2015年8月7日）は、アメリカ合衆国内におけるサリドマイド薬害を最小限に食い止めたことで知られるアメリカ人の薬理学者、医師である。彼女はアメリカ食品医薬品局 (FDA) の審査官（reviewer）として担当した、睡眠薬のサリドマイドの米国内における市販認可を、その安全性についての疑念に基づき、様々な圧力に屈することなく、約1年間に渡り拒絶した。彼女の当初の懸念は、約1年後にサリドマイドが深刻な催奇性を有することが判明したため、正当であることが立証された。ケルシーの功績は、製薬業界に対するFDAの監督強化を行う法律の成立に影響を与えている。

## 出生および教育
フランシス・キャサリーン・オルダム（英: Frances Kathleen Oldham）としてカナダ・ブリティッシュコロンビア州バンクーバー島・コブルヒルで生まれた。
15歳で高校を卒業し、薬理学を学ぶためにマギル大学に入学した。マギル大学において、1934年に薬理学の学位 (B.Sc.) を、1935年には同修士号 (M.Sc.) を取得し、ある教授の薦めにより、著名な研究者でシカゴ大学に薬理学部を設立しようとしていたE.M.K. ジェリング (M.D.) に、博士研究のためのポジションを求める手紙を書いた。ジェリングはフランシスという名を男性のものと勘違いしていたが、ケルシーは性別を明らかにする前にそのポジションを受諾し、1936年からジェリングの元で働き始めた。彼女が博士2年のとき、ジェリングはFDAから医薬品のエリキシール・スルファニルアミドに関連した死亡事件に関する調査についての委託を受けた。ケルシーはこの調査を手伝い、107件の死亡事件が、溶媒として用いられたジエチレングリコールによって引き起こされていたことを示した。次の年である1938年、アメリカ合衆国議会は「食品、医薬品および化粧品についての連邦法」（Federal Food, Drug, and Cosmetic Act）を通過させた。同じ1938年に、ケルシーは研究を成功裏に完成させ、シカゴ大学から薬理学博士号 (Ph.D. in pharmacology) を授与された。ジェリングの元での研究によって、彼女は催奇性を持つ物質である催奇形物質に興味を持つようになった。

## 初期の経歴と結婚
博士号の取得後、シカゴ大学の教員として採用されたケルシーは、1942年に他の薬理学者と同様にマラリア治療のための合成物質を探求していた。この研究の結論の1つとして、ケルシーは薬物の中には血液胎盤関門を通過できるものがあることを学んだ。また、ここで上級教員メンバーのフレモント・エリス・ケルシー博士と出会い、1943年に結婚した。
ケルシーはシカゴ大学の教員時代に (M.D.) を取得し、教職とともに約2年間に渡りアメリカ医師会専門誌の編集協力員を務めた。1954年にサウスダコタ大学で薬理学の教職を得ることに決めたケルシーはシカゴ大学を去り、夫と2人の娘とともにサウスダコダ州バーミリオンへ引っ越すと、ここで1957年まで教えた。

## FDAにおける仕事とサリドマイド

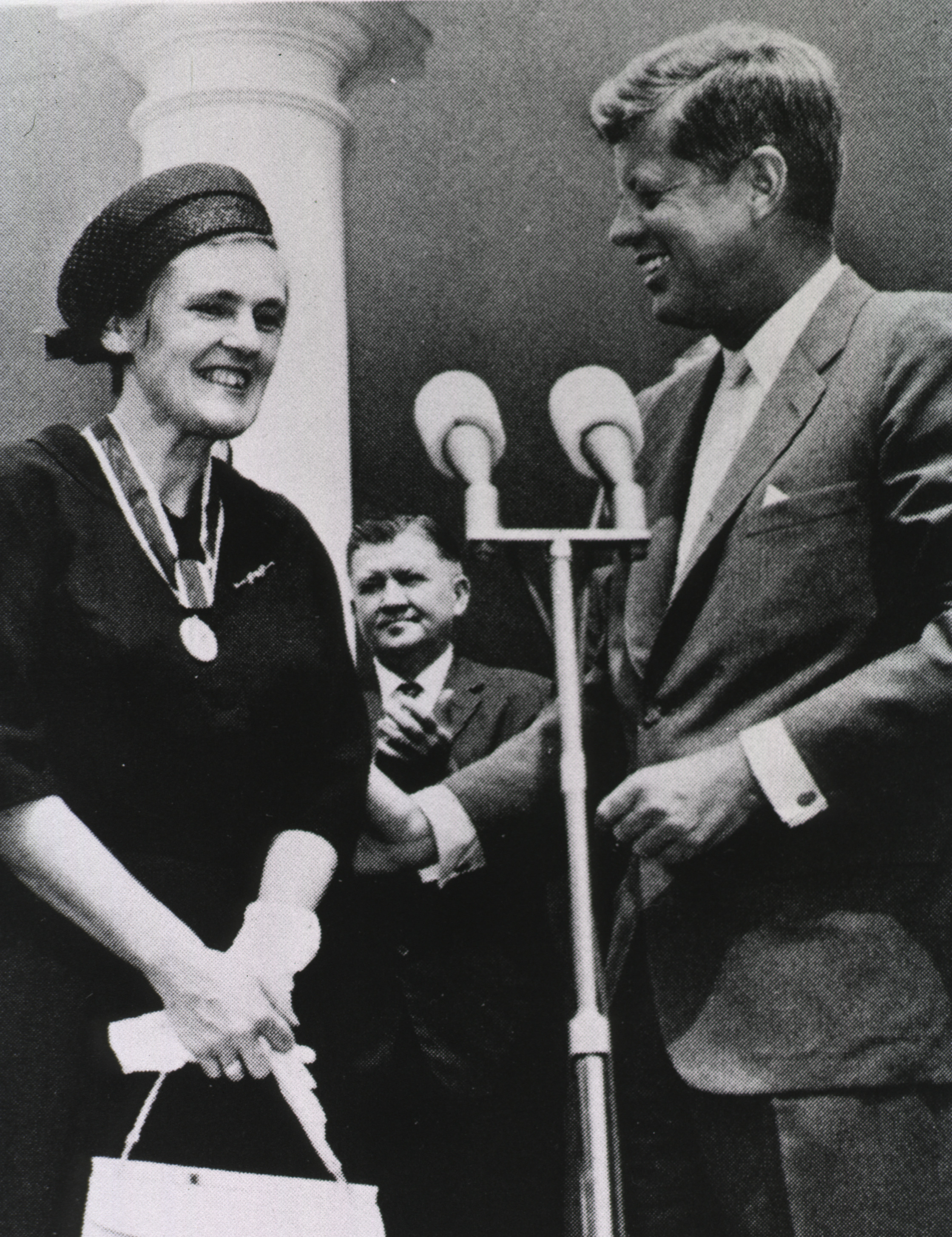
1962年、ジョン・F・ケネディ大統領から「顕著な連邦文民功労への大統領賞」を受けるフランシス・ケルシー

1960年に、ケルシーはワシントンD.C.のFDAに雇われた。この時点で、彼女はFDAのために「医薬品審査を行う、たった7人のフルタイム勤務および4人のパートタイム勤務の医師の内の一人」であった。
FDAにおいて彼女に最初に割り当てられた業務の1つが、Richardson Merrell社から申請のあった、精神安定剤、および、特に妊婦のつわり（morning sickness）への適用を指示した鎮痛剤であるサリドマイド（商品名 ケバドン(Kevadon)）の審査であった。これは既にヨーロッパとアフリカの20カ国で認可されていたが、彼女は申請書に記載された治験の内容において、妊娠動物を用いた胎児への安全性の確認が一切行われていなかった事を理由に、シカゴ大学での研究の経験から胎児への影響を排除できないとしてこの薬物の認可を保留し、さらなる治験を要求した。
サリドマイド製造業者からの圧力にもかかわらず、ケルシーは神経系への副作用を記述したイギリスにおける研究について説明する追加情報を要求し続けた。また、FDAは組織としてケルシーを支持し、製造業者からの圧力から彼女を守った。
医薬品は認可の前に完全な治験を受ける必要があるというケルシーの主張は、ヨーロッパにおける奇形のある子供の出産が、母親が妊娠中に服用したサリドマイドと関係付けられるに及んで、劇的な形でその正当性が立証されることになった。研究者たちはサリドマイドが胎盤血液関門を通過して、胎児に深刻な奇形を引き起こすことを突き止めた。
彼女はワシントン・ポスト紙の第一面で、米国における同様の悲劇を防いだヒロインとして賞賛された。
民衆の憤慨は急速であり、1962年には治験の改革を目指す「食品、医薬品および化粧品についての連邦法」への改正法である Kefauver Harris Amendment が異例の速さで議会で可決された。この治験の改革は、同様の問題の発生を避けるため、「新薬の治験と配布におけるより厳格な制限」を求めるものであった。
またこの改正法は初めて、「有効性は、市販化に先立って確立される必要がある」ことを指摘した。
ケルシーの米国におけるサリドマイド認可阻止の功績に対して、ジョン・F・ケネディ大統領から彼女に「顕著な連邦文民功労への大統領賞」（President's Award for Distinguished Federal Civilian Service）が授与された。これは女性としては史上2人目のことである。
この賞を受賞後も、ケルシーはFDAの職を続けた。1962年改正法の具体化と強化において彼女は鍵となる役割を演じている。彼女はまた、FDAにおける治験調査の監督の責任を負うようになっていった。ケルシーは 2005年を最後に、45年にも渡る業務を果たし、90歳でFDAを退職した。

## 受賞

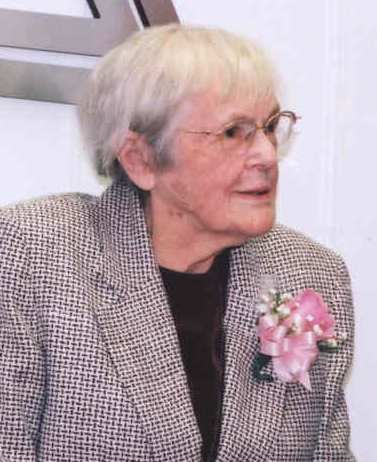
彼女のNational Women's Hall of Fameへの殿堂入りの記念式典におけるケルシー（87歳）

2005年、FDAは、その年間賞に彼女の名前を冠することで、ケルシーに栄誉を与えた。この賞の発表において、長官のSteven K. Galson, M.D., MPH, は、「私は "Dr. Frances O. Kelsey Drug Safety Excellence Award" の創立に際して、また、この極めて重要な医薬品規制において、顕著な功績を達成した、この賞の最初の受賞者たちを表彰することを、大変喜ばしく思う。」と述べている。
- 1962 • 「顕著な連邦文民功労への大統領賞」(President's Award for Distinguished Federal Civilian Service) 受賞[6]
- 1963 • シカゴ大学から「金の鍵賞」受賞, Pritzker School of Medicine and Biological Sciences Alumni Association[13]
- 2000 • National Women's Hall of Fameへの殿堂入り[11]
- 2001 • アメリカ医師会助言者として指名される[14]
- 2006 • NRC for Women & Families から Foremother Award 受賞[15]

カナダ・ブリティシュコロンビア州 Mill Bay にあるフランシス・ケルシー中学校は彼女の名を冠したものである。